# 影片未分级
影片未分级（英语：This Film Is Not Yet Rated），是由迪克·柯比执导，埃迪·施密特制作的美国纪录片，该片主要讲述美国电影协会对美国文化的影响。电影首映在2006年圣丹斯电影节，并于2006年9月1日有限发布。该片的制片人独立电影频道曾播出电影。它在美国被评为TV-MA。
美国电影协会因某些的色情内容将影片评为NC-17评级。迪克上诉，上诉内容被纳入纪录片。该片的新版本没有进行评级。